# Catedral de San Catervo, Tolentino
A Catedral de San Catervo é uma igreja católica romana localizada em Tolentino, na província de Macerata, na região de Marche . A igreja de estilo gótico do século 13 está actualmente contida por uma fachada neoclássica mais recente.
No local existia uma igreja ou capela dedicada a São Catervo, que foi reconstruída por monges beneditinos, a partir do ano de 1256. O presbitério da igreja de estilo gótico anterior situava-se no local da fachada moderna. Na época, foi erguida a Capela de San Catervo, agora chamada de Capela da Santissimi Trinità. Em 1820, iniciou-se uma reconstrução, inicialmente guiada pelo pintor Giuseppe Lucatelli e seguida por um arquitecto macerado, Conte Spada. O portal do lado esquerdo da igreja pertence à igreja original.

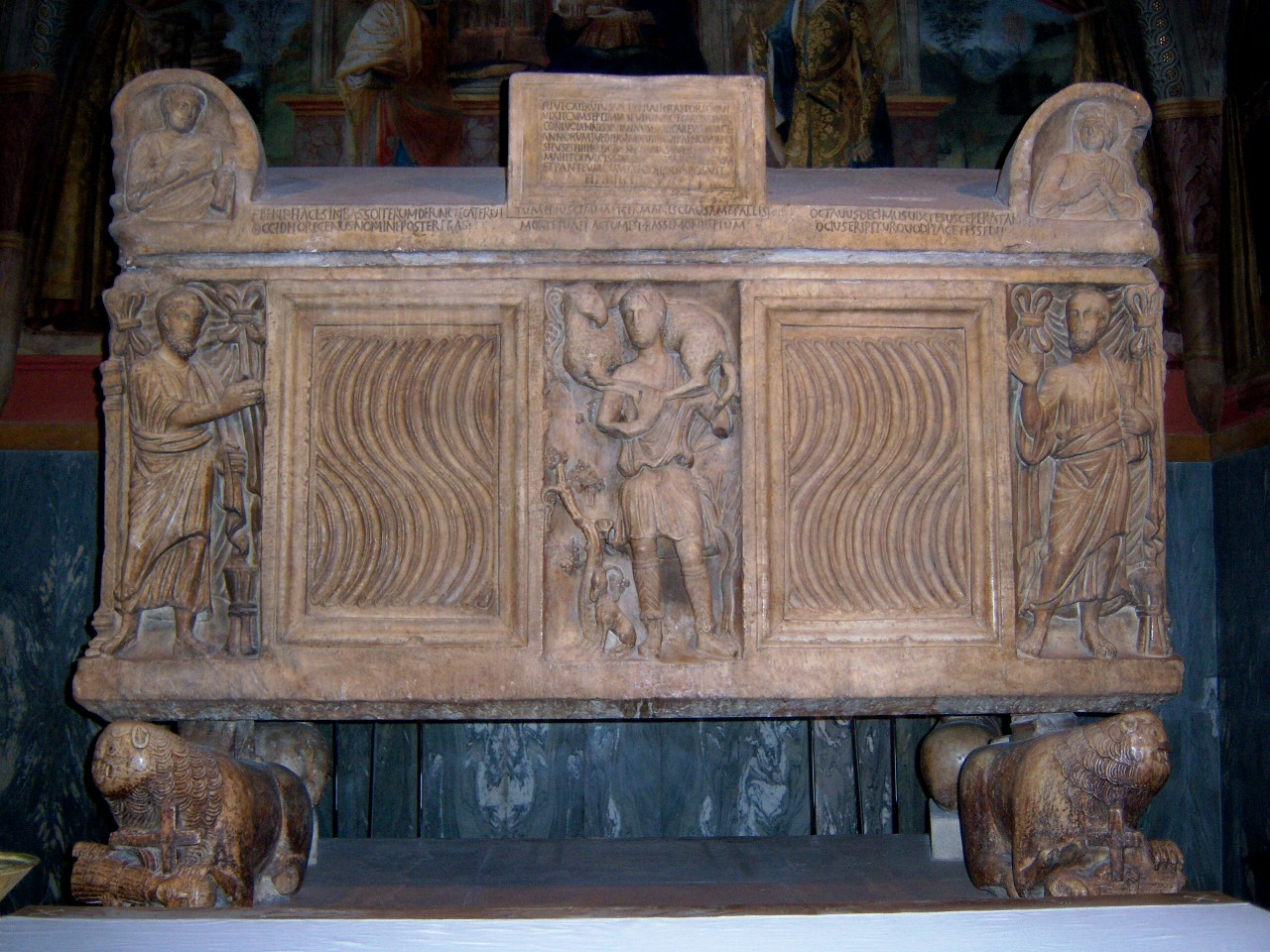
Sarcófago romano na capela de San Catervo